# Shimano
Shimano, Inc. (TYO: 7309) é uma empresa multinacional japonesa, fabricante de peças para ciclismo e pesca, fundada em 1921. Produziu equipamentos para golfe até 2005 e para snowboard até 2008. Com cerca de 75% de seu faturamento oriundo da venda de produtos para bicicletas, a empresa diversifica seus produtos de acordo com o uso do equipamento, desde linhas profissionais até linhas para passeio.
Sua produção de câmbios para bicicletas começou em 1956. Nos fim dos anos 80, a empresa já era uma das líderes no segmento de equipamentos ciclísticos, tendo sida considerada como padrão de peças em mountain bikes. Em 1984 lança um sistema que indexava as marchas, chamado SIS. Com ele há uma sincronização entre trocador do câmbio e o câmbio em si. Em 1990 lançou o Shimano Pedaling Dynamics (SPD), sistema de pedal de encaixe que se prende a sapatilhas especiais.
Possui empresas em diversos países como Austrália, Singapura e Indonésia e patrocina a equipe holandesa de ciclismo Skil-Shimano.

## Linha Shimano Ciclismo
Mountain Bike / Cross Country
- XTR (m9100) - 1x12 e 2x12 marchas
- Deore XT (m8100) - 1x12 marchas
- Deore XT (m8000) - 1x11, 2x11 e 3x11 marchas
- SLX (m7100) - 1x12 marchas
- SLX (m7000) -1x11 e 2x11 marchas
- Deore (m6000) - 2x10 e 3x10 marchas
- Alivio (m5000) - 2x9 e 3x9 marchas
- Acera (m4000) - 2x9 e 3x9 marchas
- Altus (m3000) - 2x9 e 3x9 marchas.

Downhill / Freeride
- Saint (m820) - 10 marchas
- Zee (m640) - 10 marchas

BMX
- DXR (mx70) - Single Speed

Linha Passeio
- Alfine (s700) - 8/11 marchas
- Capreo (s600) - 6/9 marchas
- Nexus (s500) - 3/5/7/8 marchas
- Alivio (m5000) - 2x9 e 3x9 marchas
- Acera (m4000) - 2x9 e 3x9 marchas
- Altus (m3000) - 2x8/9 e 3x8/9 marchas
- Tourney (A071) - 18/21 marchas

Gravel
- GRX/Di2 (rx600) - 1x11 e 2x11 marchas

Speed
- Dura-ace/ Di2 (r9100) - 2x11 marchas Mecanico e Eletrônico
- Ultegra / Di2 (r8000) - 2x11 marchas Mecanico e Eletrônico
- 105 (r7000) - 2x11 marchas
- Tiagra (4700) - 2x10 e 3x10 marchas
- Sora (r3000) - 2x9 e 3x9 marchas
- Claris 2400 - 16/24 marchas
- Tourney A070 - 14/21 marchas
- Shimano A050 - 14 marchas

## Informações Linha Mountain Bike / Cross Country
|           |       | Cambio Traseiro | Cambio Traseiro           | Cassete     | Cassete                              |                 | Pé-de-vela  | Pé-de-vela                             |          | Movimento Central | Movimento Central |
| Linha     | Série | modelo          | Caracteristicas           | modelo      | Caracteristicas                      | Corrente        | modelo      | Características                        | peso (g) | Press Fit         | Threaded          |
| SLX 12V   | m7100 | RD-M7100-SGS    | 13T pulley 12V 10-51T     | CS-M7100-12 | 10-12-14-16-18-21-24-28-33-39-45-51D | CN-M7100 12V    | FC-M7100-1  | 165/170/175 Q-f 172 30/32/34           | 646      | BB-MT800-PA       | BB-MT800          |
|           |       |                 |                           |             |                                      |                 | FC-M7120-1  | 165/170/175 Q-f 178 30/32/34           | 653      | BB-MT800-PA       | BB-MT800          |
|           |       |                 |                           |             |                                      |                 | FC-M7130-1  | 165/170/175 Q-f 181 30/32/34           | 662      | BB-MT800-PA       | BB-MT800          |
|           |       |                 |                           |             |                                      |                 | FC-MT610    | 170/175 Q-f 177 30/32/34               | 784      | BB-MT800-PA       | BB-MT800          |
|           |       |                 |                           |             |                                      |                 |             |                                        |          |                   |                   |
| SLX 2x12V | m7120 | RD-M7120-SGS    | 13T pulley 12V 10-45T     | CS-M7100-12 | 10-12-14-16-18-21-24-28-32-36-40-45D | CN-M7100 12V    | FC-M7100-2  | 165/170/175 Q-f 172 36-26T             | 673      | BB-MT800-PA       | BB-MT800          |
|           |       |                 |                           |             |                                      |                 | FC-M7120-B2 | 165/170/175 Q-f 178 36-26T             | 684      | BB-MT800-PA       | BB-MT800          |
|           |       |                 |                           |             |                                      |                 | FC-MT610-2  | 170/175 Q-f 173 36-26T                 |          | BB-MT500-PA       | SM-BB52           |
|           |       |                 |                           |             |                                      |                 | FC-MT610-B2 | 165/170/175 Q-f 172 36-26T             |          | BB-MT500-PA       | SM-BB52           |
|           |       |                 |                           |             |                                      |                 |             |                                        |          |                   |                   |
| XT 12V    | m8100 | RD-M8100-GS     | 13T pulley 12V 10-45T     | CS-M8100-12 | 10-12-14-16-18-21-24-28-32-36-40-45D | CN-M8100 12V    | FC-M8100-1  | 165/170/175/180 Q-f 172 28/30/32/34/36 | 651      | BB-MT800-PA       | BB-MT800          |
| XT 12V    | m8100 | RD-M8100-SGS    | 13T pulley 12V 10-51T     | CS-M8100-12 | 10-12-14-16-18-21-24-28-33-39-45-51D | CN-M8100 12V    | FC-M8120-1  | 165/170/175/180 Q-f 178 28/30/32/34/36 | 660      | BB-MT800-PA       | BB-MT800          |
|           |       |                 |                           |             |                                      |                 | FC-M8130-1  | 165/170/175/180 Q-f 181 28/30/32/34/36 | 668      | BB-MT800-PA       | BB-MT800          |
|           |       |                 |                           |             |                                      |                 |             |                                        |          |                   |                   |
| XT 2x12V  | m8120 | RD-M8120-SGS    | 13T pulley 12V 10-45T     | CS-M8100-12 | 10-12-14-16-18-21-24-28-32-36-40-45D | CN-M8100 12V    | FC-M8100-2  | 165/170/175/180 Q-f 172 36-26T         |          | BB-MT800-PA       | BB-MT800          |
|           |       |                 |                           |             |                                      |                 | FC-M8120-B2 | 165/170/175/180 Q-f 178 36-26T         |          | BB-MT800-PA       | BB-MT800          |
|           |       |                 |                           |             |                                      |                 |             |                                        |          |                   |                   |
| XT 11V    | M8130 | RD-M8130-SGS    | 13T pulley 11V 11-50T     | CS-LG600-11 | 11-13-15-17-20-23-26-30-36-43-50D    | CN-LG500 10/11V | -           | -                                      |          |                   |                   |
|           |       |                 |                           |             |                                      |                 |             |                                        |          |                   |                   |
| XTR 12V   | M9100 | RD-M9100-SGS    | 13T pulley 12V 10-51T     | cs-m9101-12 | 10-12-14-16-18-21-24-28-33-39-45-51D | CN-M9100 12V    | FC-M9100-1  | 165/170/175 Q-f 162 30/32/34/36/38     | 551      | SM-BB94-41A       | SM-BB93           |
| XTR 12V   | M9100 | RD-M9100-GS     | 13T pulley 12v 10-45T     | cs-m9100-12 | 10-12-14-16-18-21-24-28-32-36-40-45D |                 | FC-M9120-1  | 165/170/175 Q-f 168 30/32/34/36/38     | 569      | SM-BB94-41A       | SM-BB93           |
| XTR 12V   | M9100 |                 |                           |             |                                      |                 | FC-M9125-1  | 165/170/175 Q-f 174 32/34              | 587      | SM-BB94-41A       | SM-BB93           |
| XTR 12V   | M9100 |                 |                           |             |                                      |                 | FC-M9130-1  | 165/170/175 Q-f 171 30/32/34           | 577      | SM-BB94-41A       | SM-BB93           |
|           |       |                 |                           |             |                                      |                 |             |                                        |          |                   |                   |
| XTR 2x12V | M9120 | RD-M9120-SGS    | 13T pulley 2 x 12V 10-45T | cs-m9101-12 | 10-12-14-16-18-21-24-28-32-36-40-45D | CN-M9100 12V    | FC-M9100-2  | 165/170/175 Q-f 162 38-28T             | 597      | SM-BB94-41A       | SM-BB93           |
| XTR 2x12V |       |                 |                           |             |                                      |                 | FC-M9120-B2 | 165/170/175 Q-f 168 38-28T             | 616      | SM-BB94-41A       | SM-BB93           |

Fonte